# Triatlón en los Juegos Asiáticos de 2022
El triatlón en los Juegos Asiáticos de 2022 se realizó en Hangzhou (China) del 29 de septiembre al 2 de octubre de 2023. En total fueron disputadas en deporte tres pruebas diferentes: una masculina, una femenina y una por relevo mixto.

## Resultados
| Evento       | Oro                                                    | Plata                                           | Bronce                                                     |
| ------------ | ------------------------------------------------------ | ----------------------------------------------- | ---------------------------------------------------------- |
| Masculino    | Kenji Nener Japón                                      | Makoto Odakura Japón                            | Ayan Beisenbayev · Kazajistán                              |
| Femenino     | Yuko Takahashi Japón                                   | Lin Xinyu China                                 | Yang Yifan China                                           |
| Relevo mixto | Kenji Nener Yuko Takahashi Takumi Hojo Yuka Sato Japón | Li Mingxu Lin Xinyu Fan Junjie Huang Anqi China | Tsz To Wong Bailee Brown Jason Ng Charlotte Hall Hong Kong |

## Medallero
| Núm. | País       | Oro | Plata | Bronce | Total |
| ---- | ---------- | --- | ----- | ------ | ----- |
| 1    | Japón      | 3   | 1     | 0      | 4     |
| 2    | China      | 0   | 2     | 1      | 3     |
| 3    | Hong Kong  | 0   | 0     | 1      | 1     |
| 3    | Kazajistán | 0   | 0     | 1      | 1     |
|      | TOTAL      | 3   | 3     | 3      | 9     |